# Atawai
Atawai is een bestuurslaag in het regentschap Lembata van de provincie Oost-Nusa Tenggara, Indonesië. Atawai telt 570 inwoners (volkstelling 2010).